# Hallonfältmätare
Hallonfältmätare (Mesoleuca albicillata) är en fjärilsart som beskrevs av Carl von Linné 1758. Hallonfältmätare ingår i släktet Mesoleuca och familjen mätare. Arten är reproducerande i Sverige. Inga underarter finns listade i Catalogue of Life.

## Bildgalleri

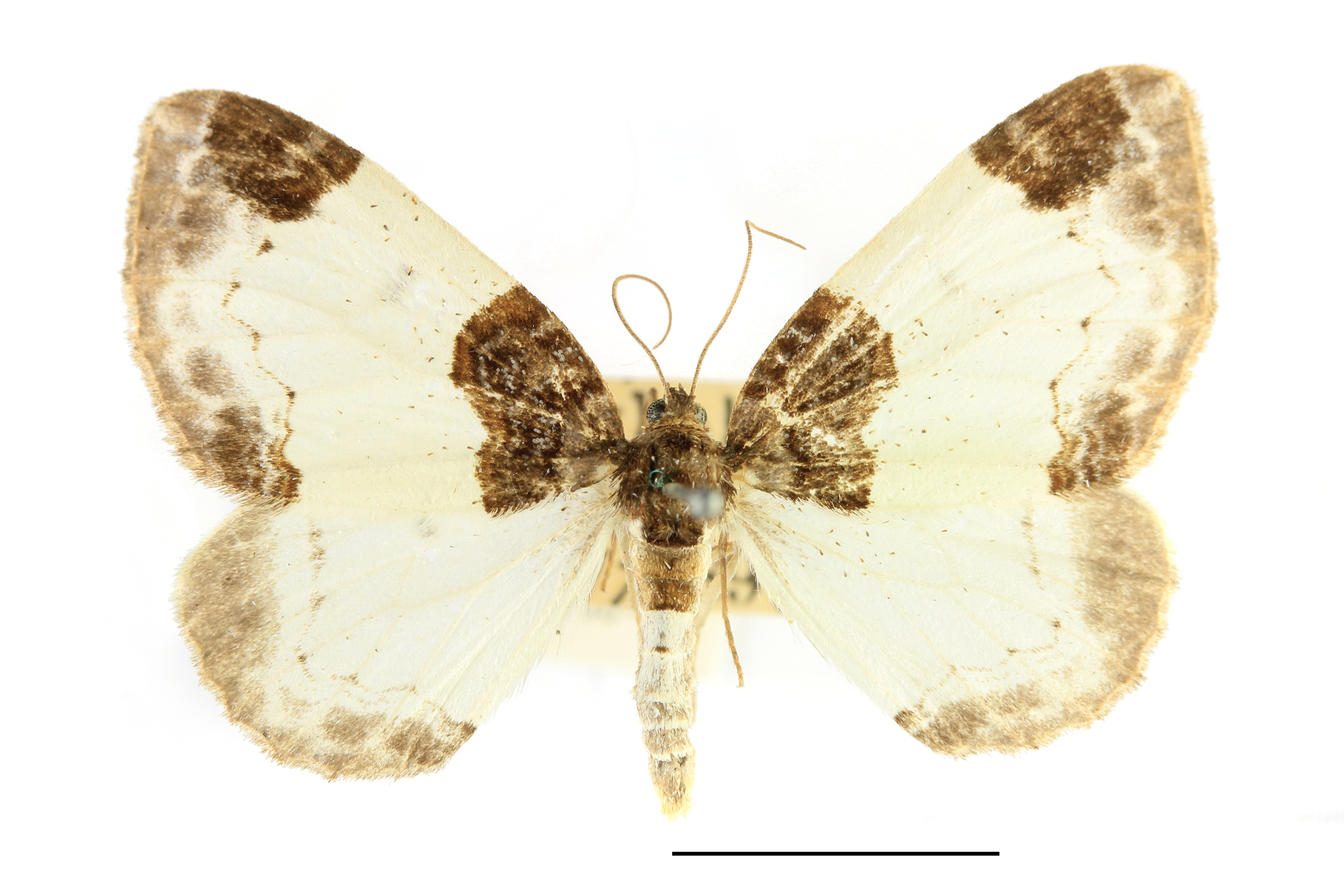
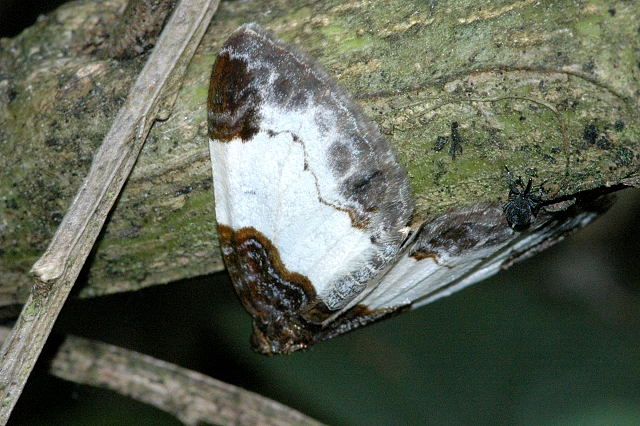
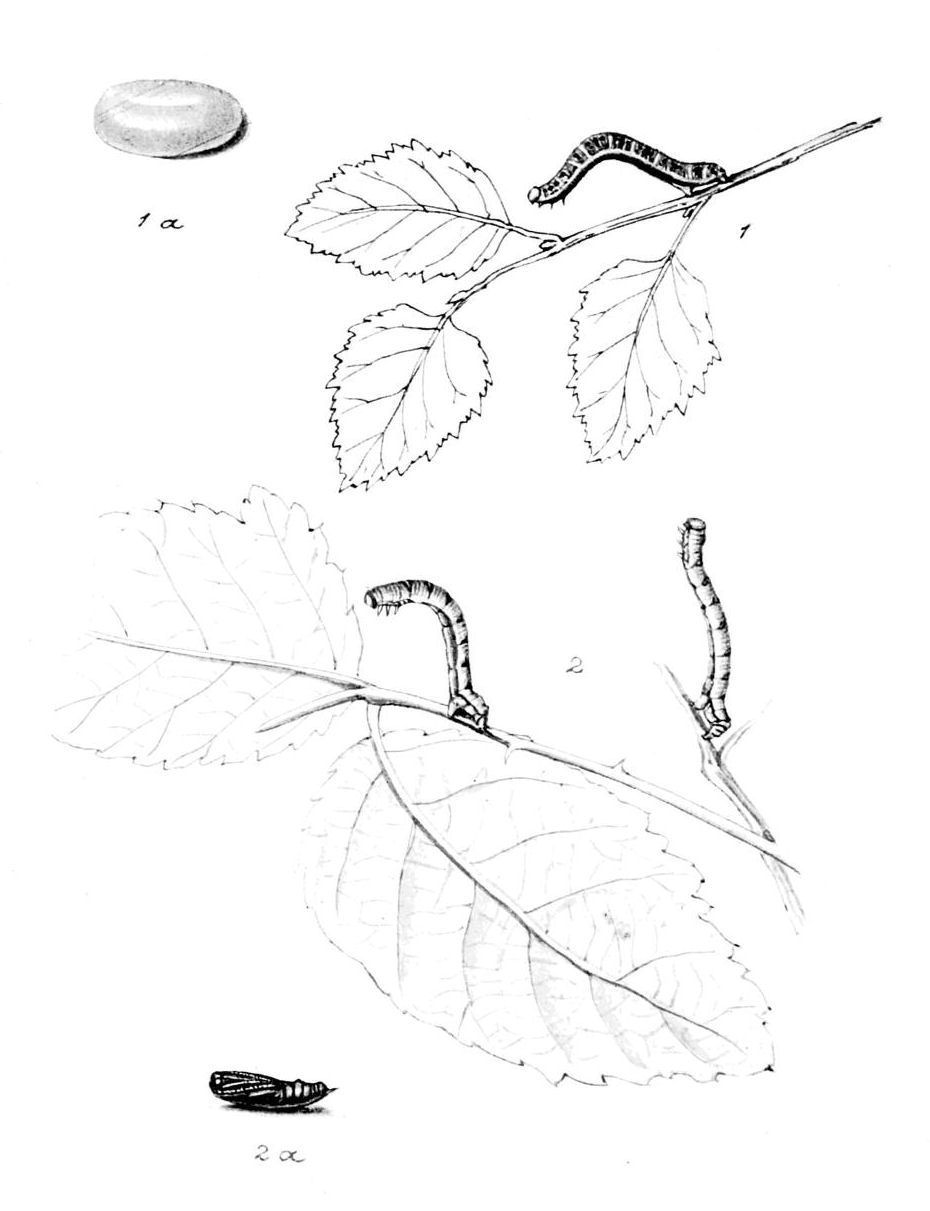
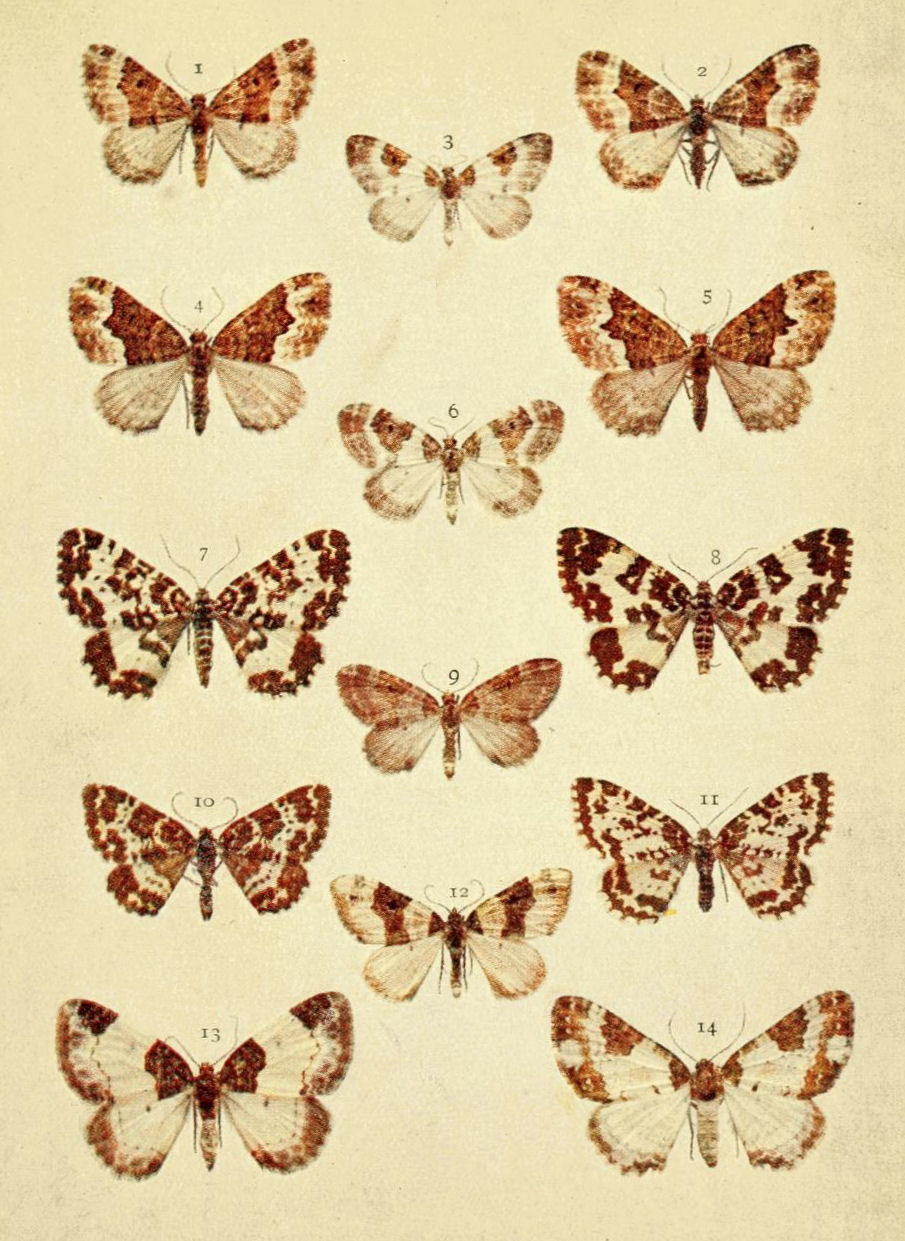